# Pärlfiskarna (musikgrupp)
Pärlfiskarna var en musikgrupp i Stockholm, verksamma under senare hälften av 1980-talet. Bland gruppens frontfigurer fanns sångaren Henrik Franzén, känd från grupperna Grisen Skriker och 22 för många, och Mats Theselius, då pianist och numer  känd möbelformgivare.
Pärlfiskarna spelade experimentell jazz, en blandning av jazz och rock, med inslag av svensk schlager från 1930- och 1940-talen. Den konstnärliga ambitionen var hög och texterna inspirerade av såväl Karl Gerhard som Charles Bukowski. Gruppen spelade intensivt på konstskolefester och liknande i Stockholmsområdet, men trots den febrila aktiviteten nådde man aldrig någon större uppmärksamhet.[källa behövs]

## Medlemmar
Henrik Franzén och Mats Theselius var bandets centrala medlemmar och kring dem cirkulerade ett stort antal musiker. Conny Nimmersjö, senare i Bob hund, var under lång tid gruppens gitarrist. Konstnären Kalle Berggren spelade under en period trummor i Pärlfiskarna. Anna-Lena Karlsson från Cortex och Mobile Whorehouse spelade in Jag är bara en vanlig flicka singeln med gruppen.

## Diskografi
Singlar
- 1987 – "Herr Hattman" / "Shanghai Lilly" (7" vinyl, Todd Tasker)
- 1988 – "Under lyktans sken" / "Pojkarna" (7" vinyl, Todd Tasker)
- ((1991)) - ”En vanlig flicka” (Vinyl)

Samlingsalbum (div. artister)
- 1990 – Nonstop Lyrik (LP, Nonstop Records)